# Saison 2015-2016 du Stade français Paris rugby
Cette page présente la saison 2015-2016 du Stade français Paris rugby en Top 14 et en Coupe d'Europe.

## Entraîneurs
- Gonzalo Quesada
- Adrien Buononato
- Simon Raiwalui

## La saison
Budget
Avec un budget de 27,65 millions d'euros, celui-ci est le 3e budget du Top 14.

### Récit de la saison sportive

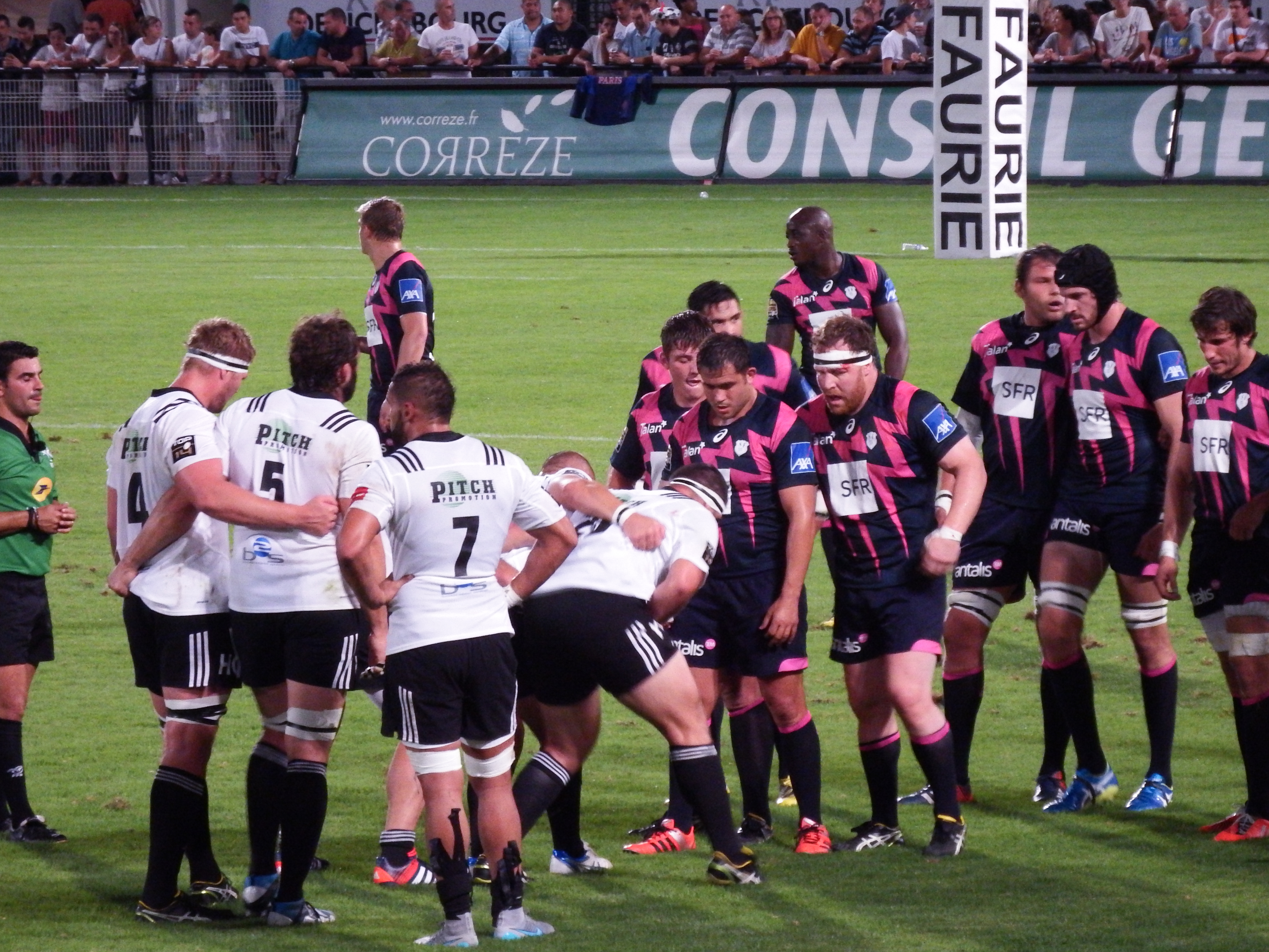
Lors de la 2e journée, la mêlée briviste prend l'avantage sur celle du Stade français Paris.

## Effectif 2015-2016
| Nom                   | Poste                       | Naissance    | Nationalité sportive | International | Dernier club              | Arrivée au club (année) | JIFF |
| --------------------- | --------------------------- | ------------ | -------------------- | ------------- | ------------------------- | ----------------------- | ---- |
| Heinke van der Merwe  | Pilier gauche               | 05/03/1985   | Afrique du Sud       | 4 (0)         | Leinster Rugby            | 2013                    | NON  |
| Sakaria Taulafo       | Pilier gauche               | 29/01/1983   | Samoa                | 30 (0)        | London Wasps              | 2013                    | NON  |
| Emmanuel Felsina      | Pilier gauche               | 22/02/1985   | France               |               | Lyon OU                   | 2015                    | OUI  |
| Zurab Zhvania         | Pilier gauche/talonneur     | 23/09/1991   | Géorgie              | 18 (35)       | RC AIA Kutaisi (en)       | 2011                    | NON  |
| Rémi Bonfils          | Talonneur                   | 26/09/1988   | France               |               | PUC                       | 2008                    | OUI  |
| Laurent Sempéré       | Talonneur                   | 09/07/1985   | France               |               | Racing Métro 92           | 2008                    | OUI  |
| Aled de Malmanche     | Talonneur/pilier droit      | 11/09/1984   | Nouvelle-Zélande     | 5 (0)         | Chiefs                    | 2011                    | NON  |
| Rabah Slimani         | Pilier droit                | 18/10/1989   | France               | 15 (0)        | AAS Sarcelles             | 2004                    | OUI  |
| Davit Kubriashvili    | Pilier droit                | 03/12/1986   | Géorgie              | 37 (10)       | RC Toulon                 | 2013                    | OUI  |
| Paul Alo-Emile        | Pilier droit                | 22/12/1991   | Australie            |               | Melbourne Rebels          | 2015                    | NON  |
| Alexandre Flanquart   | Deuxième ligne              | 09/10/1989   | France               | 12 (0)        | Lille Rugby               | 2006                    | OUI  |
| Gerhard Mostert       | Deuxième ligne              | 29/04/1986   | Afrique du Sud       | 2 (0)         | Sharks                    | 2011                    | NON  |
| Pascal Papé           | Deuxième ligne              | 05/10/1980   | France               | 59 (23)       | Castres olympique         | 2007                    | OUI  |
| Hugh Pyle             | Deuxième ligne              | 21/09/1988   | Australie            |               | Melbourne Rebels          | 2014                    | NON  |
| Paul Gabrillagues     | Deuxième ligne              | 3/06/1993    | France               |               | formé au club             | 2014                    | OUI  |
| Antoine Burban        | Troisième ligne aile        | 22/07/1987   | France               | 3 (0)         | PUC                       | 2006                    | OUI  |
| Sylvain Nicolas       | Troisième ligne aile        | 21/06/1987   | France               |               | Stade toulousain          | 2013                    | OUI  |
| Matthieu Ugena        | Troisième ligne aile        | 25/07/1995   | France               |               | formé au club             | 2014                    | OUI  |
| Sekou Macalou         | Troisième ligne aile        | 20/04/1995   | France               |               | Rugby club Massy Essonne  | 2015                    | OUI  |
| Willem Alberts        | Troisième ligne aile/centre | 11/06/1984   | Afrique du Sud       | 32 (35)       | Sharks (rugby à XV)       | 2015                    | NON  |
| Raphaël Lakafia       | Troisième ligne aile/centre | 28/10/1988   | France               | 3 (0)         | Biarritz olympique        | 2014                    | OUI  |
| Jono Ross             | Troisième ligne aile/centre | 27/09/1990   | Afrique du Sud       |               | Blue Bulls                | 2014                    | NON  |
| Sergio Parisse (cap.) | Troisième ligne centre      | 13/09/1983   | Italie               | 108 (63)      | Benetton Trévise          | 2005                    | NON  |
| Julien Dupuy          | Demi de mêlée               | 19/12/1983   | France               | 8 (38)        | Leicester Tigers          | 2009                    | OUI  |
| Julien Tomas          | Demi de mêlée               | 21/04/1985   | France               | 3 (0)         | Castres olympique         | 2014                    | OUI  |
| Will Genia            | Demi de mêlée               | 17/01/1988   | Australie            | 58 (40)       | Queensland Reds           | 2015                    | NON  |
| Morné Steyn           | Demi d'ouverture            | 11/07/1984   | Afrique du Sud       | 60 (690)      | Bulls                     | 2013                    | NON  |
| Jules Plisson         | Demi d'ouverture            | 20/08/1991   | France               | 6 (20)        | ACBB Boulogne-Billancourt | 2007                    | OUI  |
| Vincent Mallet        | Demi d'ouverture            | 08/02/1993   | France               |               | formé au club             | 2012                    | OUI  |
| Julien Arias          | ailier                      | 26/10/1983   | France               | 2 (0)         | US Colomiers              | 2004                    | OUI  |
| Waisea Nayacalevu     | Ailier                      | 26 juin 1990 | Fidji                |               | Melbourne RUFC (en)       | 2012                    | NON  |
| Avenisi Vasuinubu     | ailier                      | 15/04/1992   | Fidji                |               | Colomiers rugby           | 2015                    | NON  |
| Jérémy Sinzelle       | ailier/centre/arrière       | 02/07/1990   | France               |               | RC Toulon                 | 2012                    | OUI  |
| Meyer Bosman          | centre                      | 19/04/1985   | Afrique du Sud       | 3 (7)         | Sharks                    | 2013                    | NON  |
| Jonathan Danty        | centre                      | 07/10/1992   | France               |               | Formé au club             | 2011                    | OUI  |
| Geoffrey Doumayrou    | centre                      | 16/09/1989   | France               |               | Montpellier HR            | 2012                    | OUI  |
| Paul Williams         | centre                      | 22/04/1983   | Samoa                | 18 (72)       | Sale Sharks               | 2011                    | NON  |
| Djibril Camara        | ailier/arrière              | 22/06/1989   | France               |               | Formé au club             | 2007                    | OUI  |
| Hugo Bonneval         | Arrière                     | 19/11/1990   | France               | 4 (5)         | Formé au club             | 2009                    | OUI  |

## Calendrier et résultats[5]

### Matchs amicaux
- RC Toulon - Stade français : 31-14

### Top 14
| - Stade français - Section paloise : 34-18 - CA Brive - Stade français : 22-13 - Stade français - RC Toulon : 13-20 - Montpellier HR - Stade français : 44-20 - Stade français - Castres olympique : 22-9 - Racing 92 - Stade français : 27-18 - SU Agen - Stade français : 28-23 - Stade français - ASM Clermont : 14-9 - FC Grenoble - Stade français : 19-21 - Stade français - Union Bordeaux Bègles : 21-24 - US Oyonnax - Stade français : 25-12 - Stade français - Stade toulousain : 19-18 - Stade français - Stade rochelais : 33-20 | - Section paloise - Stade français : 19-12 - Stade français - CA Brive : 32-17 - RC Toulon - Stade français : 23-16 - Stade français - Montpellier HR : 20-26 - Castres olympique - Stade français : 35-14 - Stade français - Racing 92 : 16-34 - Stade français - SU Agen : 28-26 - ASM Clermont - Stade français : 36-10 - Stade français - FC Grenoble : 18-33 - Union Bordeaux Bègles - Stade français : 35-25 - Stade français - US Oyonnax : 69-8 - Stade toulousain - Stade français : 36-3 - Stade rochelais - Stade français : 21-18 |

| Rang | Club                   | J  | V  | N | D  | Em | Ee | Bo | Bd | Pm  | Pe  | Diff | Pts |
| ---- | ---------------------- | -- | -- | - | -- | -- | -- | -- | -- | --- | --- | ---- | --- |
| 1    | ASM Clermont           | 26 | 18 | 1 | 7  | 75 | 31 | 10 | 4  | 735 | 431 | +304 | 88  |
| 2    | RC Toulon              | 26 | 16 | 0 | 10 | 89 | 35 | 11 | 7  | 764 | 446 | +318 | 82  |
| 3    | Montpellier HR         | 26 | 18 | 0 | 8  | 68 | 49 | 7  | 2  | 723 | 569 | +154 | 81  |
| 4    | Racing 92              | 26 | 18 | 1 | 7  | 62 | 36 | 5  | 2  | 614 | 522 | +92  | 81  |
| 5    | Stade toulousain       | 26 | 16 | 2 | 8  | 76 | 33 | 7  | 4  | 680 | 393 | +287 | 79  |
| 6    | Castres olympique      | 26 | 15 | 0 | 11 | 67 | 35 | 6  | 5  | 650 | 496 | +154 | 71  |
| 7    | Union Bordeaux Bègles  | 26 | 14 | 2 | 10 | 44 | 45 | 3  | 4  | 552 | 503 | +49  | 67  |
| 8    | CA Brive               | 26 | 13 | 1 | 12 | 42 | 48 | 4  | 4  | 540 | 544 | -4   | 62  |
| 9    | Stade rochelais        | 26 | 11 | 0 | 15 | 49 | 60 | 4  | 6  | 553 | 656 | -103 | 54  |
| 10   | FC Grenoble            | 26 | 10 | 0 | 16 | 58 | 90 | 4  | 3  | 605 | 779 | -174 | 47  |
| 11   | Section paloise P      | 26 | 10 | 1 | 15 | 30 | 73 | 1  | 3  | 420 | 675 | -255 | 46  |
| 12   | Stade français Paris T | 26 | 9  | 0 | 17 | 44 | 60 | 2  | 3  | 543 | 631 | -88  | 41  |
| 13   | SU Agen P              | 26 | 5  | 0 | 21 | 47 | 99 | 1  | 5  | 531 | 846 | -315 | 26  |
| 14   | Oyonnax Rugby          | 26 | 5  | 0 | 21 | 37 | 92 | 2  | 2  | 429 | 847 | -418 | 24  |

### Coupe d'Europe
Dans la Coupe d'Europe le Stade français fait partie de la poule 4 et sera opposé aux Anglais des Leicester Tigers, aux Irlandais du Munster et aux Italiens du Benetton Trévise.
| - Leicester Tigers - Stade français : 33-20 - Stade français - Munster : 27-7 - Benetton Trévise - Stade français : 17 -50 | - Stade français - Leicester Tigers : 36-21 - Munster - Stade français : 26-13 - Stade français - Benetton Trévise : 40-14 |

Avec 4 victoires et 2 défaites, le Stade français Paris termine 2e de la poule 4 et se qualifie pour la phase finale.

| Rang | Équipe               | J | V | N | D | Em | Ee | Bo | Bd | Pm  | Pe  | Diff | Pts |
| ---- | -------------------- | - | - | - | - | -- | -- | -- | -- | --- | --- | ---- | --- |
| 1    | Leicester Tigers     | 6 | 5 | 0 | 1 | 24 | 11 | 3  | 0  | 185 | 91  | +94  | 23  |
| 2    | Stade français Paris | 6 | 4 | 0 | 2 | 25 | 17 | 3  | 0  | 186 | 118 | +68  | 19  |
| 3    | Munster              | 6 | 3 | 0 | 3 | 15 | 11 | 3  | 0  | 118 | 100 | +18  | 15  |
| 4    | Benetton Trévise     | 6 | 0 | 0 | 6 | 8  | 33 | 0  | 0  | 53  | 233 | -180 | 0   |

#### Quarts de finale
Opposé aux anglais du Leicester Tigers, qui a terminé 1er de la poule 4 de la phase régulière, le Stade français est battu par son adversaire sur le score de 41 à 13.
| 10 avril 2016 14 h 45 | Leicester Tigers | 41 - 13 (24 - 6) | Stade Français                                                                             | Welford Road, Leicester 20 866 spectateurs Arbitre : Nigel Owens |
| 10 avril 2016 14 h 45 | Essai(s) : 6 Tuilagi (1re), Goneva (30e, 44e), Burns (33e), Fitzgerald (en) (59e), Veainu (65e) Transformation(s) : 4 Burns (2e, 31e, 34e, 46e) Pénalité(s) : 1 Burns (15e) |                  | Essai(s) : 1 Dupuy (42e) Transformation(s) : 1 Steyn (43e) Pénalité(s) : 2 Steyn (7e, 24e) | Welford Road, Leicester 20 866 spectateurs Arbitre : Nigel Owens |
| 10 avril 2016 14 h 45 | |                  |                                                                                            | Welford Road, Leicester 20 866 spectateurs Arbitre : Nigel Owens |